# 吉井広始
吉井 広始（よしい ひろし、1956年 - ）は、日本の植物学者。群馬県自然環境調査研究会会員。
1999年の群馬県植物レッドリスト検討委員会委員を務めた。また、環境庁の自然環境保全基礎調査・植生調査都道府県委託調査調査担当者としても活躍した。東京都立大学 (1949-2011)（現・首都大学東京）大学院修士課程修了。群馬県出身。旧高崎市立女子高等学校および高崎経済大学附属高等学校の生物教諭として15年間勤務した。その間、教務部長、生徒指導部長を勤めた。2007年4月より群馬県立安中総合学園高等学校に転任となる。英語をはじめ外国語に堪能。趣味は無線。2014年4月より群馬県立みやま養護学校校長に就任。2015年4月、校名変更により群馬県立高崎特別支援学校校長となる。2017年3月、同校を定年退職する。

## 主な論文・著作
- 「武尊オリンピアスキー場周辺 良好な自然環境を有する地域学術調査報告書10」群馬県林務部自然保護対策室（1984）
- 「群馬県植物誌 改訂版」群馬県高等学校教育研究会生物部会（1987）
- 「碓氷川.烏川合流点付近 良好な自然環境を有する地域学術調査報告書14」群馬県林務部自然保護対策室（1988）
- 「滝と渓谷ハイキング案内 徹底紹介群馬とその周辺ベスト37」上毛新聞社（1993）
- 「蛇沼・茂林寺湿原周辺 良好な自然環境を有する地域学術調査報告書 良好な自然環境の調査24」群馬県自然環境課（1998）
- 「尾瀬（群馬県側）における人為的自然改変立地に関する植生動態の調査・研究 (I)」尾瀬の自然保護22（1999）
- 「群馬県多野山地のフロラとその成立要因に関する一考察」（2000）

## エピソード
- 映画ロケのエキストラ集め

2007年1月14日と21日、高崎経済大学附属高等学校内で、柳楽優弥･石原さとみ主演、堤幸彦監督の映画包帯クラブのロケが行われた。高崎市の要請を受けて、エキストラとして500人以上の生徒をはじめ他の職員たちをボランティアとして日曜日に登校させ、撮影スタッフに全面的に協力した。作中、高崎第一高校という一流進学校という設定で、登校や授業風景、持ち物検査などの場面の撮影に一役買った。また、撮影当日には個人的興味などの理由で、単なる見物に来た教職員も多かった。これは、ものめずらしさや、ある種のファン心理なども多分にあったと思われたという。